# Ciprian Tudosă
Ciprian Tudosă (Fălticeni, 31 de marzo de 1997) es un deportista rumano que compite en remo.
Participó en dos Juegos Olímpicos de Verano, obteniendo una medalla de plata en Tokio 2020, en la prueba de dos sin timonel, y el quinto lugar en París 2024 (cuatro sin timonel).
Ganó una medalla de plata en el Campeonato Mundial de Remo de 2018 y ocho medallas en el Campeonato Europeo de Remo entre los años 2017 y 2025.

## Palmarés internacional
| Juegos Olímpicos   | Juegos Olímpicos         | Juegos Olímpicos  | Juegos Olímpicos   |
| Año                | Lugar                    | Medalla           | Prueba             |
| ------------------ | ------------------------ | ----------------- | ------------------ |
| 2020               | Tokio (Japón)            | Medalla de plata  | Dos sin timonel    |
| Campeonato Mundial |                          |                   |                    |
| Año                | Lugar                    | Medalla           | Prueba             |
| 2018               | Plovdiv (Bulgaria)       | Medalla de plata  | Dos sin timonel    |
| Campeonato Europeo |                          |                   |                    |
| Año                | Lugar                    | Medalla           | Prueba             |
| 2017               | Račice (República Checa) | Medalla de plata  | Cuatro sin timonel |
| 2018               | Glasgow (Reino Unido)    | Medalla de bronce | Dos sin timonel    |
| 2019               | Lucerna (Suiza)          | Medalla de plata  | Dos sin timonel    |
| 2020               | Poznań (Polonia)         | Medalla de oro    | Dos sin timonel    |
| 2022               | Múnich (Alemania)        | Medalla de bronce | Cuatro scull       |
| 2023               | Bled (Eslovenia)         | Medalla de plata  | Ocho con timonel   |
| 2024               | Szeged (Hungría)         | Medalla de bronce | Ocho con timonel   |
| 2025               | Plovdiv (Bulgaria)       | Medalla de oro    | Cuatro sin timonel |